# Nicetas (métropolite de Kiev)
Nicetas (décédé le 9 mars 1126 à Kiev) fut patriarche de Kiev et de toute la Rus' de 1122 à 1126.